# Toceranib
Toceranib là một chất ức chế tyrosine kinase thụ thể và được sử dụng trong điều trị  khối u tế bào mast chó còn được gọi là mastocytoma. Cùng với masitinib (Kinavet (Hoa Kỳ) / Masivet (EU / ROW) của AB Science), toceranib là loại thuốc chống ung thư đặc hiệu cho chó  được Cục Quản lý Thực phẩm và Dược phẩm Hoa Kỳ phê duyệt. Nó được bán trên thị trường dưới dạng Palladia dưới dạng muối phosphat, toceranib phosphate (INN) của Pfizer. Nó được SUGEN phát triển thành SU11654, một hợp chất chị em với sunitinib, sau đó được chấp thuận cho trị liệu ở người. Toceranib có khả năng hoạt động chủ yếu thông qua sự ức chế của bộ tyrosine kinase, mặc dù nó cũng có thể có tác dụng chống angiogen.